# Lijst van spelers van Chelsea FC
Deze lijst bevat zowel huidige als voormalige voetballers van de Engelse voetbalclub Chelsea. De namen zijn alfabetisch gerangschikt.

## A
- Patrick van Aanholt
- Tammy Abraham
- Nathan Aké
- Rati Aleksidze
- Alex
- Ola Aina
- Clive Allen
- Les Allen
- Jon Allon
- Marcos Alonso
- Gabriele Ambrosetti
- Marco Ambrosio
- Marco Amelia
- Ethan Ampadu
- Nicolas Anelka
- Tino Anjorin
- Ken Armstrong
- Kepa Arrizabalaga
- Christian Atsu
- César Azpilicueta

## B
- Demba Ba
- Baba Rahman
- Celestine Babayaro
- Lewis Baker
- Tommy Baldwin
- Tiemoué Bakayoko
- Michael Ballack
- Joe Bambrick
- Eamon Bannon
- Ross Barkley
- Darren Barnard
- Anthony Barness
- Neil Barett
- Jim Barron
- Michy Batshuayi
- Nathan Baxter
- Dave Beasant
- Asmir Begović
- Juliano Belletti
- Tal Ben Haim
- Yossi Benayoun
- Roy Bentley
- Ryan Bertrand
- Jamal Blackman
- Frank Blunstone
- Jérémie Boga
- Winston Bogarde
- Peter Bonetti
- Fabio Borini
- Petar Borota
- José Bosingwa
- Mark Bosnich
- Khalid Boulahrouz
- Andy Bowman
- Tommy Boyd
- John Boyle
- Peter Brabrook
- Ronald Brebner
- Wayne Bridge
- Barry Bridges
- Ian Britton
- Armando Broja
- Johnny Brooks
- Jeffrey Bruma
- Peter Buchanan
- John Bumstead
- Harry Burgess
- Craig Burley

## C
- Willy Caballero
- Gary Cahill
- John Cameron
- Ernie Campbell
- Robert Campbell
- Tony Cascarino
- Pierluigi Casiraghi
- Petr Čech
- Nathaniel Chalobah
- Trevoh Chalobah
- Alec Chamberlain
- Dmitri Charin
- Laurent Charvet
- Ben Chilwell
- Gary Chivers
- Andreas Christensen
- Steve Clarke
- Jake Clarke-Salter
- Neil Clement
- Billy Clifford
- Connor Clifford
- John Coady
- Ashley Cole
- Carlton Cole
- Joe Cole
- Nick Colgan
- John Compton
- Charlie Cooke
- Thibaut Courtois
- Allan Craig
- John Crawford
- Hernán Crespo
- Nick Crittenden
- James Croal
- Juan Cuadrado
- Carlo Cudicini
- Cristián Cuevas
- Jason Cundy

## D
- Jimmy D'Arcy
- Samuele Dalla Bona
- David Luiz
- Gordon Davies
- Ulises Dávila
- Kevin De Bruyne
- Enrique de Lucas
- Deco
- Asier del Horno
- Matej Delač
- John Dempsey
- Marcel Desailly
- Didier Deschamps
- Valerio Di Cesare
- Diego Costa
- Roberto Di Matteo
- Franco Di Santo
- Lassana Diarra
- Alan Dickens
- Alan Dicks
- Billy Dickson
- Kerry Dixon
- Papy Djilobodji
- Tommy Docherty
- Billy Dodds
- Malachy Donaghy
- Tony Dorigo
- Angus Douglas
- Andy Dow
- Danny Drinkwater
- Didier Drogba
- Michael Doherty
- Damien Duff
- Gordon Durie

## E
- Paul Elliott
- Emerson
- Michael Essien
- Samuel Eto'o
- Bobby Evans

## F
- Cesc Fàbregas
- Radamel Falcao
- Mark Falco
- Fábio Ferreira
- Fernando Torres
- Albert Ferrer
- Jimmy Ferris
- Filipe Oliveira
- Mike Fillery
- Robert Fleck
- Tore André Flo
- Craig Forrest
- Mikael Forssell
- William Foulke
- Roger Freestone
- Paul Furlong

## G
- Hugh Gallagher
- William Gallas
- Geremi
- Michael Gilkes
- Billy Gilmour
- Marco van Ginkel
- Olivier Giroud
- Tony Godden
- Ed de Goeij
- Bjarne Goldbæk
- George Graham
- Anthony Grant
- Danny Granville
- Jimmy Greaves
- Robert Green
- Ron Greenwood
- Frode Grodås
- Jesper Grønkjær
- Eiður Guðjohnsen
- Marc Guehi
- Ruud Gullit

## H
- Gareth Hall
- Ian Hamilton
- Mick Harford
- Jon Harley
- Allan Harris
- Ron Harris
- Jack Harrow
- Jimmy Floyd Hasselbaink
- Tony Hateley
- Kai Havertz
- David Hay
- Eden Hazard
- Kylian Hazard
- Micky Hazard
- Magnus Hedman
- George Henderson
- Thomas Hewitt
- Gonzalo Higuaín
- Hilário
- George Hilsdon
- Marvin Hinton
- Kevin Hitchcock
- Frank Hoddinott
- Glenn Hoddle
- John Hollins
- David Hopkin
- Peter Houseman
- Stewart Houston
- Jes Høgh
- Alan Hudson
- Callum Hudson-Odoi
- Mark Hughes
- Paul Hughes
- Ian Hutchinson
- Sam Hutchinson
- Robert Huth

## I
- Sam Irving
- Pierre Issa
- Branislav Ivanović
- Muzzy Izzet

## J
- John Jackson
- Reece James
- Jiří Jarošík
- Erland Johnson
- Glen Johnson
- Derek Johnstone
- Slaviša Jokanović
- Evan Jones
- Joey Jones
- Vinnie Jones
- Jorginho
- Alan Judge

## K
- Gaël Kakuta
- Tomáš Kalas
- Salomon Kalou
- N'Golo Kanté
- Joe Keenan
- Russel Kelly
- Kenedy
- Mateja Kežman
- Joe Kirkup
- Jack Kirwan
- Joel Kitamirike
- Jakob Kjeldberg
- Sebastian Kneißl
- Leon Knight
- Kalidou Koulibaly
- Mateo Kovačić

## L
- Bernard Lambourde
- Frank Lampard
- Tariq Lamptey
- Tommy Langley
- Brian Laudrup
- Roméo Lavia
- Tommy Law
- Tommy Lawton
- Graeme Le Saux
- Jimmy Leadbetter
- Frank Lebœuf
- David Lee
- Glan Letherhan
- Ray Lewington
- Jim Lewis
- Stephen Livingstone
- Ruben Loftus-Cheek
- Romelu Lukaku

## M
- Ian Maatsen
- Jürgen Macho
- Yves Makabu-Makalambay
- Claude Makélélé
- Florent Malouda
- Michael Mancienne
- Maniche
- Marko Marin
- Juan Mata
- Nemanja Matić
- Damian Matthew
- Teddy Maybank
- Kevin McAllister
- Jim McCalliog
- English McConnell
- Eddie McCradie
- Josh McEachran
- Duncan McKenzie
- Joe McLaughlin
- Tom Meehan
- Mario Melchiot
- Jacob Mellis
- Édouard Mendy
- Matt Miazga
- Nils Middleboe
- John Obi Mikel
- John Millar
- George Mills
- Mineiro
- Scott Minto
- Billy Mitchell
- Kenneth Monkou
- Graham Moore
- Nuno Morais
- Álvaro Morata
- Jody Morris
- John Mortimore
- Victor Moses
- Mason Mount
- Paddy Mulligan
- Jerry Murphy
- Charly Musonda jr.
- Adrian Mutu
- Andrew Myers

## N
- Pat Nevin
- Eddie Newton
- Peter Nicholas
- Mark Nicholls
- Alexis Nicolas
- Eddie Niedzwiecki

## O
- Peter O'Dowd
- John O'Rourke
- Oriol Romeu
- Oscar
- Peter Osgood

## P
- Christian Panucci
- Paul Parker
- Scott Parker
- Sam Parkin
- Mario Pašalić
- Colin Pates
- Pato
- Paulo Ferreira
- Gavin Peacock
- Ian Pearce
- Pedro
- Mike Penders
- Luca Percassi
- Stipe Perica
- Emmanuel Petit
- Dan Petrescu
- Gerry Peyton
- Terry Phelan
- John Phillips
- Lucas Piazón
- Lenny Pidgeley
- Mike Pinner
- Courtney Pitt
- Claudio Pizarro
- Gustavo Poyet
- Tom Priestley
- Christian Pulisic

## Q
- Ricardo Quaresma

## R
- Slobodan Rajković
- Baba Rahman
- Ramires
- Raúl Meireles
- Loïc Rémy
- Peter Rhoades-Brown
- Ricardo Carvalho
- Graham Rix
- Arjen Robben
- Graham Roberts
- Bryan Robson
- David Rocastle
- Dennis Rofe
- Doug Rougvie
- Antonio Rüdiger

## S
- Ben Sahar
- Jacopo Sala
- Mohamed Salah
- Malang Sarr
- George Saville
- Lee Sawyer
- André Schürrle
- Mark Schwarzer
- Kyle Scott
- Joe Sheerin
- Ken Shellito
- Steve Sherwood
- Andrij Sjevtsjenko
- Neil Shipperley
- Steve Sidwell
- John Sillett
- Peter Sillet
- Thiago Silva
- Billy Sinclair
- Frank Sinclair
- Scott Sinclair
- John Sissons
- Alexey Smertin
- Derek Smethurst
- Bobby Smith
- Jimmy Smith
- Nigel Spackman
- David Speedie
- Dicky Spence
- John Spencer
- Mario Stanić
- Gary Stanley
- Willy Steffen
- Mark Stein
- Dujon Sterling
- Raheem Sterling
- David Stewart
- Miroslav Stoch
- Graham Stuart
- Daniel Sturridge
- Neil Sullivan
- Chris Sutton
- Kenny Swain

## T
- Bobby Tambling
- Rhys Taylor
- John Terry
- Mickey Thomas
- Tiago
- Fikayo Tomori
- Gökhan Töre
- Andy Townsend
- Bertrand Traoré
- Ross Turnbull

## V
- Renato Veiga
- Terry Venables
- Juan Sebastián Verón
- Gianluca Vialli
- Colin Viljoen

## W
- Clive Walker
- Tommy Walker
- Wallace
- Ben Warren
- Steven Watt
- George Weah
- David Webb
- Roy Wegerle
- Keith Weller
- Timo Werner
- Colin West
- Dick Whittaker
- Stephen Wicks
- Ray Wilkins
- Willian
- Andrew Wilson
- Andy Wilson
- Clive Wilson
- Kevin Wilson
- Richard Wilson
- James Windridge
- Dennis Wise
- Rober Wolleaston
- Darren Wood
- Victor Woodley
- Michael Woods
- Vivian Woodward
- Shaun Wright-Phillips

## Z
- Davide Zappacosta
- Boudewijn Zenden
- Hakim Ziyech
- Joeri Zjirkov
- Gianfranco Zola
- Kurt Zouma